# Штурм форта Вашингтон
Штурм форта Вашингтон (англ. Battle of Fort Washington) — комбинированная операция британской армии и флота; состоялась под Нью-Йорком 16 ноября 1776 года, в ходе Американской войны за независимость от Великобритании. Закончилась решительной победой Британии, в результате которой сдался весь гарнизон форта Вашингтон, расположенного недалеко от северной оконечности острова Манхэттен.

## Штурм
После победы над Континентальной армией под командованием генерала Джорджа Вашингтона в сражении при Уайт-Плейнс, войска британской армии под командованием генерала Уильяма Хау планировали захватить форт Вашингтон - последний американский оплот на Манхэттене. Форт представлял собой пятиугольник с 5 бастионами, который защищали 1 200 солдат. Генерал Вашингтон оставил на усмотрение генерала Натаниэля Грина в случае нужды оставить форт и вывести гарнизон в Нью-Джерси. Полковник Роберт Маго (англ. Robert Magaw), комендант форта, отказался его оставить, так как считал, что его можно ещё оборонять. Тогда Грин усилил гарнизон до 3 000 защитников, выстроивших вокруг форта несколько батарей и засеку, как передовую линию обороны.
Генерал Хау начал атаку 16 ноября. Он произвел нападение с трех сторон: с севера, востока и юга. С запада высадка производилась с десантных баркасов флота, совершивших переход вверх по Гудзону. Огневую поддержку десанта осуществлял фрегат HMS Pearl. Когда англичане подступили к укреплениям, на юге и западе американская оборона быстро пала. Американские силы на северной стороне оказали упорное сопротивление гессенской бригаде, но и они в конечном итоге были разбиты и оттеснены вглубь укреплений. Окруженный с суши и с реки, полковник Маго сдался. В общей сложности 59 американцев было убито, около 100 ранено и 2837 взято в плен.

## Последствия
После этого поражения остатки Континентальной армии Вашингтона были изгнаны из Нью-Джерси в Пенсильванию, а британцы установили прочный контроль над Нью-Йорком и восточной частью Нью-Джерси. Но напротив форта Вашингтон на противоположном берегу Гудзона стоял крупный 4-бастионный форт Ли (Конститьюшн), затруднявший господство над рекой. 20 ноября генерал-майор Корнуоллис с 4500 солдат переправился через Гудзон и поднялся на поросшие лесом обрывистые Палисады к северу от форта. Но когда он подступил к форту, американский гарнизон покинул его, и британцы стали полными хозяевами в нижнем течении Гудзона.

## Память
Имя Вашингтона унаследовал от форта находящийся поблизости мост через Гудзон. На месте самого форта в 1926 году установлена стела.